# یون‌بوکن (هاناک)
یون‌بوکن (به ترکی استانبولی: Yünbüken) یک منطقهٔ مسکونی در ترکیه است که در هاناک واقع شده‌است.